# Sinfonía argentina
Sinfonía argentina es una película de Argentina en blanco y negro dirigida por Jacques Constant según su propio guion que se estrenó el 5 de noviembre de 1942 y que tuvo como protagonistas a Alberto Anchart, Fanny Navarro, Percival Murray y Lidia Denis. El filme contó con la participación de Adrián Orloff y Ekhaterina de Galanta en la coreografía y del conjunto Los Hermanos Ábalos integrado por Roberto Ábalos, Adolfo Ábalos, Napoleón Benjamín Ábalos y Víctor Manuel Ábalos.

## Sinopsis
Unos artistas pierden un concurso pero luego triunfan en el teatro.

## Reparto
- Alberto Anchart
- Fanny Navarro
- Percival Murray
- Lidia Denis
- Carlos Tajes
- Pedro Maffia
- Carlos Bares
- Manuel Gómez Carrillo (h)
- Buenaventura Luna
- La Tropilla de Huachi Pampa
- Joaquín Do Reyes
- Salvador Valverde
- Leo Kok
- Marcelo Raúl Ábalos

## Comentarios
El Heraldo del Cine escribió:

«El desconocimiento del medio ha hecho que no tengan verdadero sabor argentino los cuadros nacionales. Resulta atractivo el film, sin embargo, dentro de su categoría corriente.»

Manrupe y Portela escriben:

«Cabalgata al etilo americano y filmada por un francés, que olo consiguió aburrir.»